# Wiaterna (Karkonosze)
Wiaterna (niem. Semmeljunge) – grupa granitowych skałek w południowo-zachodniej Polsce, w Sudetach Zachodnich, w środkowej części Karkonoszy.
Wiaterna położona jest w środkowej części Karkonoszy, na północnym stoku Śląskiego Grzbietu, w górnej (południowej) części bocznego ramienia odchodzącego ku północy od Małego Szyszaka, przechodzącego przez Suchą Górę i zakończonego Płonikiem nad Przesieką. Leżą na południe od Suchej Góry, w obniżeniu łączącym ją z Małym Szyszakiem.
Jest to zgrupowanie skałek, składające się z kilku granitowych ostańców o wysokości dochodzącej do kilku metrów. Położone na wysokości około 1070 m n.p.m.